# Tiền chủng viện Thánh Gioan Phaolô II
Tiền chủng viện Thánh Gioan Phaolô II là một tiền chủng viện mới thành lập của Giáo phận Hà Tĩnh. Giám mục chính tòa giáo phận này là Phaolô Nguyễn Thái Hợp đã công bố quyết định thành lập cơ sở đào tạo tu trì Công giáo này vào ngày 10 tháng 10 năm 2019.

## Thánh hiến và Ban điều hành
Ngày 10 tháng 10 năm 2019, giám mục Nguyễn Thái Hợp, giám mục phụ tá Giáo phận Vinh Phêrô Nguyễn Văn Viên và đông đảo linh mục đã dự lễ cử hành nghi thức thánh hiến cho Tiền chủng viện Thánh Gioan Phaolô II. Tại buổi lễ cũng công bố các chức danh điều hành Tiền chủng viện:
- Linh mục Phaolô Bùi Đình Cao, nguyên Giáo sư Đại chủng viện Thánh Phanxicô Xaviê Vinh Thanh làm Giám đốc Tiền chủng viện.
- Linh mục Giuse Trần Văn Học, Trưởng Ban truyền thông, làm Phó Giám đốc.
- Linh mục Antôn Võ Thành Công, nguyên Giáo sư Đại chủng viện Thánh Phanxicô Xaviê Vinh Thanh, làm Linh hướng.